# Condado de Gladwin
El condado de Gladwin (en inglés: Gladwin County, Míchigan), fundado en 1831, es uno de los 83 condados del estado estadounidense de Míchigan. En el año 2000 tenía una población de 26.023 habitantes con una densidad poblacional de 20 personas por km². La sede del condado es Gladwin.

## Geografía
Según la Oficina del Censo, el condado tiene un área total de 1336 km² (515,8 mi²), de la cual 1313 km² (506,9 mi²) es tierra y 26 km² (10,0 mi²) es agua.

## Condados adyacentes
- Condado de Ogemaw noreste
- Condado de Arenac este
- Condado de Bay sureste
- Condado de Midland sur
- Condado de Clare oeste
- Condado de Roscpmmon noroeste

## Demografía
En el 2000 la renta per cápita promedia del condado era de $32 019, y el ingreso promedio para una familia era de $37 090. El ingreso per cápita para el condado era de $16 614. En 2000 los hombres tenían un ingreso per cápita de $33 871 frente a los $21 956 que percibían las mujeres. Alrededor del 13,80% de la población estaba bajo el umbral de pobreza nacional.

## Lugares

### Ciudades
- Beaverton
- Gladwin

### Municipios
| - Municipio de Beaverton - Municipio de Bentley - Municipio de Billings - Municipio de Bourret | - Municipio de Buckeye - Municipio de Butman - Municipio de Clement - Municipio de Gladwin | - Municipio de Grim - Municipio de Grout - Municipio de Hay - Municipio de Sage | - Municipio de Secord - Municipio de Sherman - Municipio de Tobacco |